# Rajd Magurski 2006
Rezultaty 2. Rajdu Magurskiego, eliminacji Rajdowych Mistrzostw Polski, w 2006 roku, który odbył się w dniach 10 – 11 lutego:

## Klasyfikacja ostateczna
| lp. | zawodnik                           | czas      | różnica | samochód                   |
| --- | ---------------------------------- | --------- | ------- | -------------------------- |
| 1.  | Leszek Kuzaj / Maciej Szczepaniak  | 1:50:45,7 | 0,0 s.  | Subaru Impreza             |
| 2.  | Tomasz Kuchar / Jakub Gerber       | 1:52:58,6 | 2:12,9  | Subaru Impreza             |
| 3.  | Sebatian Frycz / Maciej Wodniak    | 1:53:11,8 | 2:26,1  | Mitsubishi Lancer          |
| 4.  | Michał Sołowow / Maciej Baran      | 1:53:24,0 | 2:38,3  | Mitsubishi Lancer EVO VIII |
| 5.  | Michał Bębenek / Grzegorz Bębenek  | 1:54:54,9 | 4:09,2  | Mitsubishi Lancer EVO VIII |
| 6.  | Maciej Lubiak / Maciej Wisławski   | 1:55:52,2 | 5:06,5  | Mitsubishi Lancer          |
| 7.  | Michał Kościuszko / Jarosław Baran | 1:57:32,5 | 6:46,8  | Suzuki Ignis Super 1600    |
| 8.  | Tomasz Czopik / Łukasz Wroński     | 2:00:50,7 | 10:05,0 | Mitsubishi Lancer EVO VIII |
| 9.  | Stefan Karnabal / Bartłomiej Boba  | 2:03:09,8 | 12:24,1 | Mitsubishi Lancer          |
| 10. | Paweł Stefanicki / Paweł Sujkowski | 2:04:57,8 | 14:12,1 | Honda Civic Type-R         |